# Peter Uhrbrand
Peter Uhrbrand (født i Vejle) er en dansk spillemand på violin.
Han har arbejdet sammen med Sonnich Lydom og Seamus Cahill under navnet ULC.
De udgav i år 2000 albummet Spring med folkemelodier og sange fra Danmark og Irland.
Uhrbrand har siden 1977 boet i Sønderho, hvor han har været central i folkemusiktraditionen.
Med en anden fanø-musiker, Niels Thorlund, udgav han i 2013 albummet Neo Traditional Ism.
Han modtog Ken Gudman Prisen i 2014.
Det hed i hyldesttalen at "Hans utrættelige arbejde med at opretholde Fanø-musikken - Danmarks ældste ubrudte musiktradition - har gjort ham til en godfather-figur for den mirakuløse opblomstring af folkemusik".
Efter albummet Spring modtog ULC to priser i folkemusikafdelingen af Danish Music Awards i 2001.